# توم فلانغن (أستاذ جامعي)
توم فلانغن (بالإنجليزية: Tom Flanagan)‏ هو كاتب مقالات وعالم سياسة أمريكي، ولد في 5 مارس 1944 في أوتاوا في الولايات المتحدة.